# Stadt Elbingerode (Harz)
Stadt Elbingerode (Harz) ist ein Ortsteil der Stadt Oberharz am Brocken im Landkreis Harz in Sachsen-Anhalt.

## Geografie

### Ortsteile
Zum Ortsteil Stadt Elbingerode (Harz) gehören die Waldsiedlungen Büchenberg und Eggeröder Brunnen.

### Geologie
Der geologische Untergrund des Stadtgebietes wird durch devonische Riffkalksteine und Vulkanite sowie unterkarbonische Flysch-Sedimente im Elbingeröder Komplex gebildet.

## Geschichte

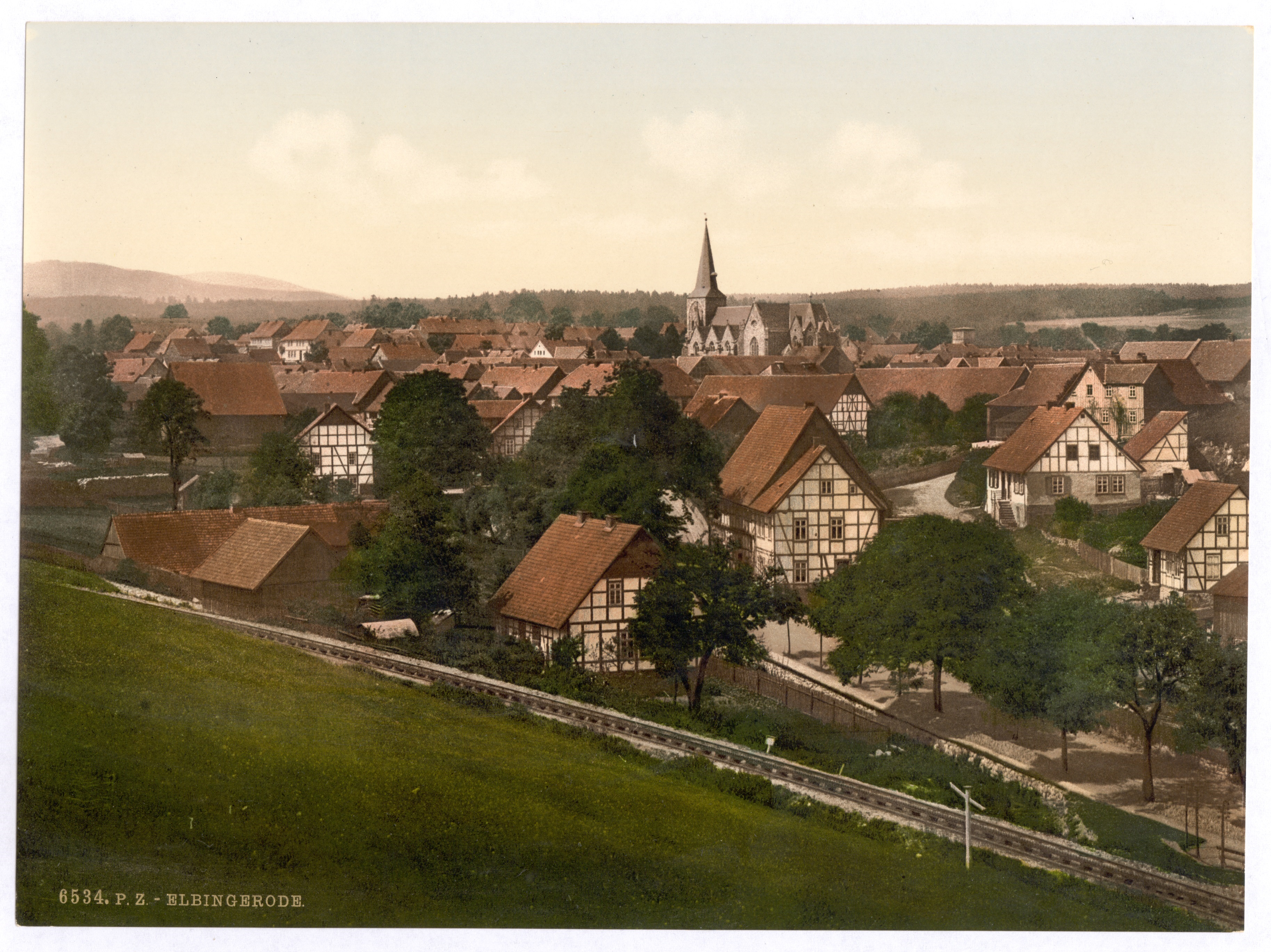
Elbingerode vor 1900

Elbingerode wurde vermutlich 1206 als Alvelingeroth in einer von Papst Innozenz III. für das Stift Gandersheim ausgestellten Urkunde erwähnt. Darin gab Innozenz III. dem Stift die Bestätigung, im Ort begütert zu sein. Das Stift verlehnte die Vogtei an Pfalzgraf Heinrich, der den Grafen von Blankenburg einsetzte. 1247 kam der Ort im Tausch mit Beulshausen an Otto I.
Die Region gehörte zum Jagdhof Bodfeld und hatte im Laufe der Jahrhunderte wechselnde Besitzer. Zum Beispiel belehnte der Herzog Erich von Braunschweig-Grubenhagen 1427 Graf Botho zu Stolberg und Graf Heinrich von Schwarzburg mit dem Schloss und dem Flecken Elbingerode nebst den dazugehörigen Hütten und Wäldern, der Fischerei und dem Wildbann. Elbingerode befand sich erst seit 1422 im welfischen Besitz und gehörte zuvor dem Stift Gandersheim.
1438 setzte Graf Botho zu Stolberg, der sich die meiste Zeit in Thüringen aufhielt, seinen Anteil an Elbingerode als Pfandobjekt ein. Er verpfändete diesen dem mit seiner Ehefrau verwandten Grafen Heinrich von Schwarzburg und dessen gleichnamigen Sohn auf 12 Jahre. Noch vor dem Einlösen dieses Pfandes wurde die Höhe der Pfandsumme im Jahre 1443 im gegenseitigen Einvernehmen verändert.
Mehr als 100 Jahre konnte das Pfand durch die Stolberger nicht eingelöst werden. Eine Berechnung der gesamten Pfandschulden führte 1561 auf das Ergebnis von rund 26.000 Talern, die die Grafen zu Stolberg nicht aufzubringen vermochten, obwohl Elbingerode durch die Einnahmen aus dem Eisensteinbergbau, die bedeutsamen Eisenhütten an der Bode und die ausgedehnten Waldgebiete mittlerweile auch für sie sehr lukrativ geworden war. Der braunschweigische Lehnsherr wurde 1564 aktiv. Für ein vorgestrecktes Kapital nahm er Elbingerode unter dubiosen Vorwänden in Besitz und verteilte mehrere Hypotheken an die Gläubiger der Stolberger Grafen. Letztere erreichten zwar die Rückgabe, aber aufgrund ihres immensen Geldbedarfs mussten die Stolberger Elbingerode 1574 erneut an Asche von Holle und 1584 für die Summe von 91.303 Talern an Statius von Münchhausen verpfänden. Dieser hatte 1600 bzw. 1604 durch Hintergehen der Grafen zu Stolberg bei den Herzögen von Braunschweig die Afterbelehnung mit Elbingerode erreicht. Der letzte braunschweigische Lehnsbrief für die Grafen zu Stolberg über das Amt Elbingerode, zu dem neben dem im Dreißigjährigen Krieg zerstörten Schloss und dem inzwischen mit Stadtrechten privilegierten gleichnamigen Flecken, einige Meiereien und mehrere bedeutsame Hüttenwerke an der Bode gehörten, war von Herzog Wolfgang zu Braunschweig-Lüneburg 1590 für die Stolberger Grafen ausgestellt worden. Herzog Georg von Braunschweig-Calenberg weigerte sich im Jahre 1635 endgültig, die Grafen zu Stolberg erneut mit Elbingerode zu belehnen.
Die braunschweigischen Oberlehnsherrn nutzten die Schwäche des Hauses Stolberg, um sich den Besitz selbst anzueignen. Im Verlauf des von den Grafen zu Stolberg 1642 erwirkten Reichskammergerichtsprozesses ließ sich Herzog Christian Ludwig von Braunschweig im Jahre 1653 von den Gläubigern des von Münchhausen ihre Rechte gegen Zahlung der Summe von 25.000 Talern abtreten. Seitdem befand sich Elbingerode durchgängig im Besitz des Kurhauses Braunschweig (Fürstentum Calenberg). Es ging 1705 an Hannover über. Zwischen 1807 und 1813 gehörte Elbingerode zum Königreich Westphalen. Es war der Hauptort des Kantons Elbingerode im Distrikt Blankenburg des Departements der Saale. Durch die Bestimmungen des Wiener Kongresses kamen Stadt und Amt Elbingerode im Jahr 1814 als Exklave zum Königreich Hannover, das 1866 als Provinz Hannover in das Königreich Preußen eingegliedert wurde. In der Nacht vom 8. zum 9. Januar 1858 brannte ein Großteil der Stadt mit allen öffentlichen Gebäuden ab. Im Zuge der Einführung der Kreisverfassung 1885 ging das Amt Elbingerode im Kreis Ilfeld auf.
Der Regierungspräsident der preußischen Provinz Hannover verfügte am 22. Mai 1928, dass die Stadt Elbingerode fortan die amtliche Bezeichnung Elbingerode-Harz trägt. Ungeachtet dessen setzte sich später der Ortsnamenszusatz (Harz) in Klammern durch. Am 1. Oktober 1932 wurde der Kreis Ilfeld aufgelöst und sein Gebiet der preußischen Provinz Sachsen zugeordnet. Die Gemeinden des ehemaligen Amtes Elbingerode kamen dadurch zum Landkreis Wernigerode im Regierungsbezirk Magdeburg, der ab 1944 in der Provinz Magdeburg lag. Nach der Auflösung Preußens gehörte Elbingerode zur Sowjetischen Besatzungszone, seit 1947 zum Land Sachsen-Anhalt und seit 1952 zum Kreis Wernigerode im Bezirk Magdeburg. Die kirchliche Zugehörigkeit zur Evangelisch-lutherischen Landeskirche Hannovers endete erst mit der Auflösung des Konsistorialbezirks Ilfeld und dessen Eingliederung in die Evangelische Kirche der Kirchenprovinz Sachsen am 1. Januar 1982.
Auf dem Friedhof Elbingerode findet sich eine Kriegsgräberstätte für zahlreiche im April 1945 gefallene deutsche Soldaten. Der Ortsteil Eggeröder Brunnen wurde 1946 nach dem im KZ Bergen-Belsen ermordeten Ministerpräsident des Freistaates Braunschweig, Heinrich Jasper, Jasperode benannt. 1990 wurde der alte Name wiedereingeführt. Zu DDR-Zeiten errichtete und unterhielt der VEB Elektroschaltgeräte Dresden im Ort ein Betriebs-Ferienlager für die Kinder seiner Betriebsangehörigen.
Als Erinnerung an den bis 1990 betriebenen Bergbau wurde in der Nähe von Elbingerode das Besucherbergwerk „Drei Kronen & Ehrt“ betrieben; noch aktiv ist das 1989 eröffnete Schaubergwerk Büchenberg.
Seit 1990 gehörte Elbingerode zum sachsen-anhaltischen Landkreis Wernigerode, der im Jahr 2007 im Landkreis Harz aufging. Am 1. Januar 2004 wurden Königshütte (Harz) und Rübeland eingegliedert.
Am 1. Januar 2010 schloss sich die Stadt Elbingerode (Harz) mit den Gemeinden Elend, Sorge, Stiege und Tanne sowie den Städten Hasselfelde und Benneckenstein (Harz) zur Stadt Oberharz am Brocken zusammen. Die vorherigen Ortsteile Königshütte (mit Lüdershof und Neue Hütte) und Höhlenort Rübeland (mit Susenburg, Kaltes Tal, Kreuztal und Neuwerk) sind seither zwei eigene Ortsteile von Oberharz am Brocken.
Am 1. Juli 2014 ist das neue Kommunalverfassungsgesetz des Landes Sachsen-Anhalt in Kraft getreten. In dessen §14 (2) wird den Gemeinden die Möglichkeit gegeben, den Ortsteilen, die vor der Eingemeindung Städte waren, diese Bezeichnung zuzuerkennen. Die Stadt Oberharz am Brocken hat von dieser Regelung Gebrauch gemacht. Ihre neue Hauptsatzung ist mit Wirkung vom 26. Juni 2015 in Kraft getreten. Im §3 (1) werden die Ortsteile mit ihren amtlichen Namen aufgeführt.

## Politik

### Wappen
| | Blasonierung: „In Silber vor einer grünen Tanne auf grünem Boden ein springender schwarzer Hirsch mit achtendigem Geweih; im Schildfuß in silbernem Wasser eine rote Forelle.“ |
| Wappenbegründung: Die Farben des Ortes sind Grün - Weiß (Silber). Die rote Forelle ist dem Wappen der Grafen von Wernigerode entnommen, die Elbingerode seit 1343 als braunschweigsches Afterlehen besaßen; der schwarze Hirsch ist das Wappentier ihrer Erben, der Grafen von Stolberg. Die Tanne ist hier nicht als “Allgemeinzeichen” für den Harz zu verstehen, sondern weist auf eine Besonderheit im damaligen Elbingeröder Forstgebiet hin, da bis in das 16. Jahrhundert in den Harzwäldern Eichen und Buchen überwogen. Das erste Siegel mit diesem Bild geht auf das Jahr 1562 zurück. Der Entwurf basiert auf einer Version vom Staatsarchivrat Otto Korn aus den 30er Jahren. Das Wappen basiert auf einer Version vom Staatsarchivrat Otto Korn aus Magdeburg aus den 30er Jahren und am 22. Oktober 1998 durch das Regierungspräsidium Magdeburg genehmigt. | |

### Flagge
Die Flagge ist grün - weiß (1:1) gestreift mit dem aufgelegten Wappen der ehemaligen Stadt.

### Partnerschaften
- Chambourcy, Frankreich
- Elbingerode, Samtgemeinde Hattorf am Harz, Niedersachsen
- Gehrden, Niedersachsen
- Hoheneggelsen, Niedersachsen
- Purhus, Dänemark
- Velké Opatovice, Tschechien

## Wirtschaft und Infrastruktur

### Verkehrsanbindung
Elbingerode ist über die Bundesstraßen 244 (aus Richtung Wernigerode) und 27 (aus Richtung Braunlage und Blankenburg) zu erreichen. Auf der Rübelandbahn nach Blankenburg wurde der Personenverkehr 2005 eingestellt. Im Ortskern befindet sich die zentrale Bushaltestelle Markt, an der die Harzer Verkehrsbetriebe halten.

### Infrastruktur

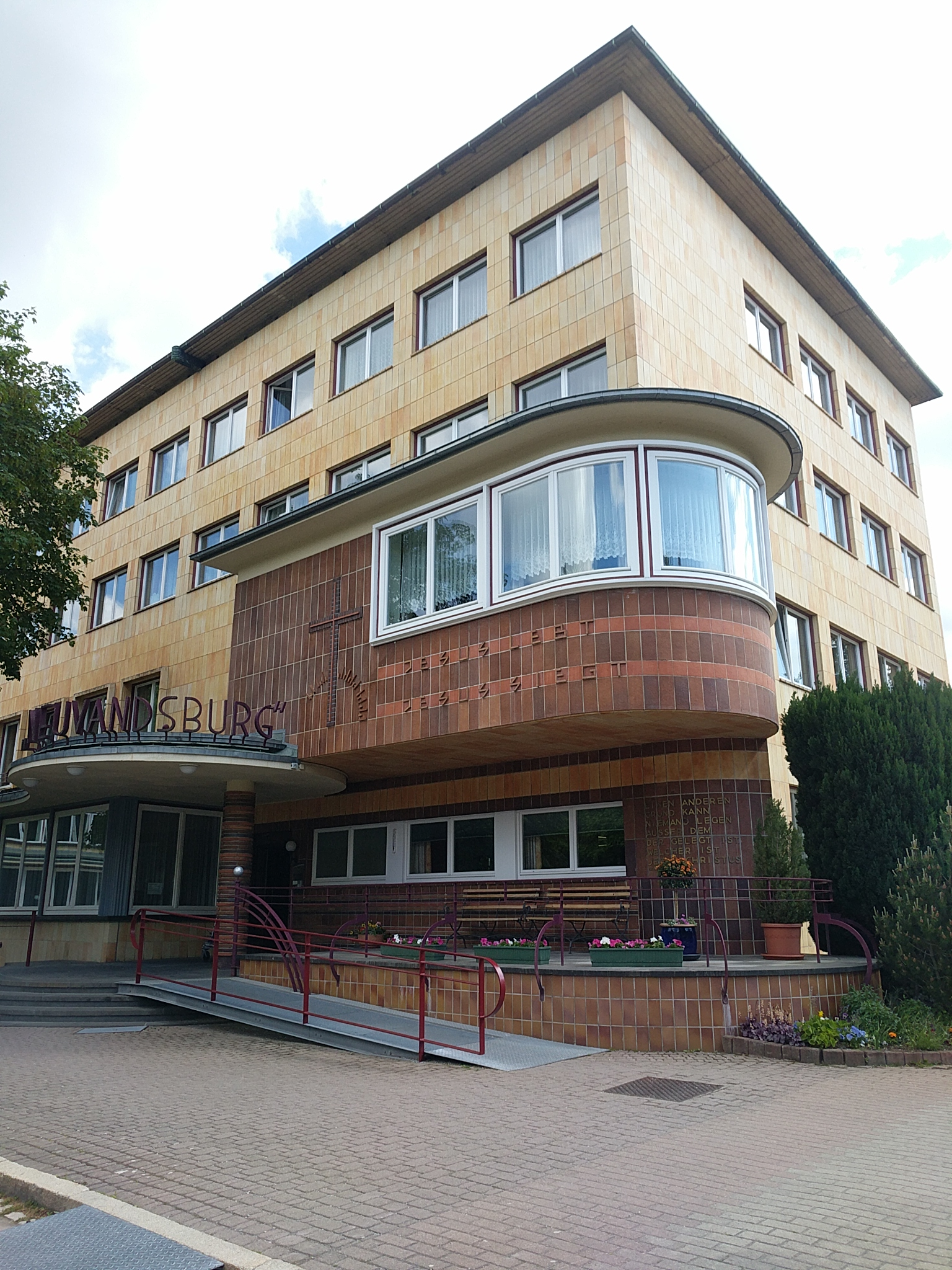
Das Diakonissen-Mutterhaus in Elbingerode

Das Diakonissen-Mutterhaus Neuvandsburg gehört zum Deutschen Gemeinschafts-Diakonieverband. Gegründet wurde die Schwesternschaft 1899 in Borken bei Bartenstein in Ostpreußen. 1900 siedelten die Schwestern nach Vandsburg in Westpreußen um. 1920 verließen etwa 300 Diakonissen Vandsburg, nachdem dieses unter polnische Hoheit fiel, um in Elbingerode ein neues Mutterhaus zu gründen. 1932 bis 1934 wurde das Mutterhaus Neuvandsburg nach Plänen von Godehard Schwethelm im Geist der Klassischen Moderne erbaut. Im Zweiten Weltkrieg war in ihm ein Lazarett untergebracht, daraus entstand das im 21. Jahrhundert vorhandene Diakonie-Krankenhaus Harz. Das Diakonie-Krankenhaus Harz besitzt Abteilungen für Innere Medizin, Psychosomatik und Psychotherapie sowie Suchtmedizin. Das Gebäude wurde vom Architekten Godehard Schwethelm in Anlehnung an die Formensprache des Bauhauses entworfen, 1934 eröffnet und verfügt unter anderem über ein Schwimmbad und einen Kirchensaal. Die Fenster der Kirche stammen von Elisabeth Coester.

## Religionen

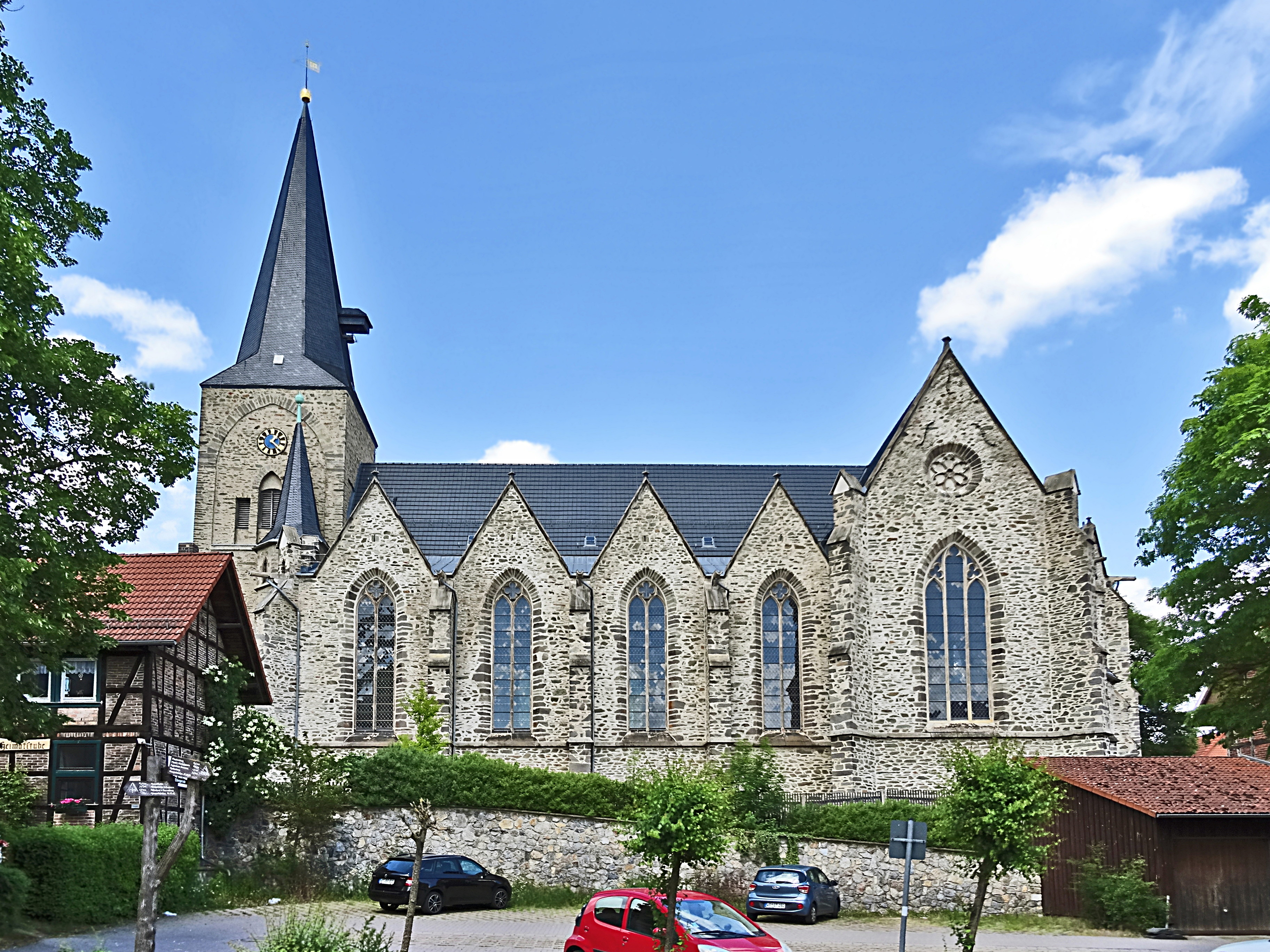
Stadtkirche

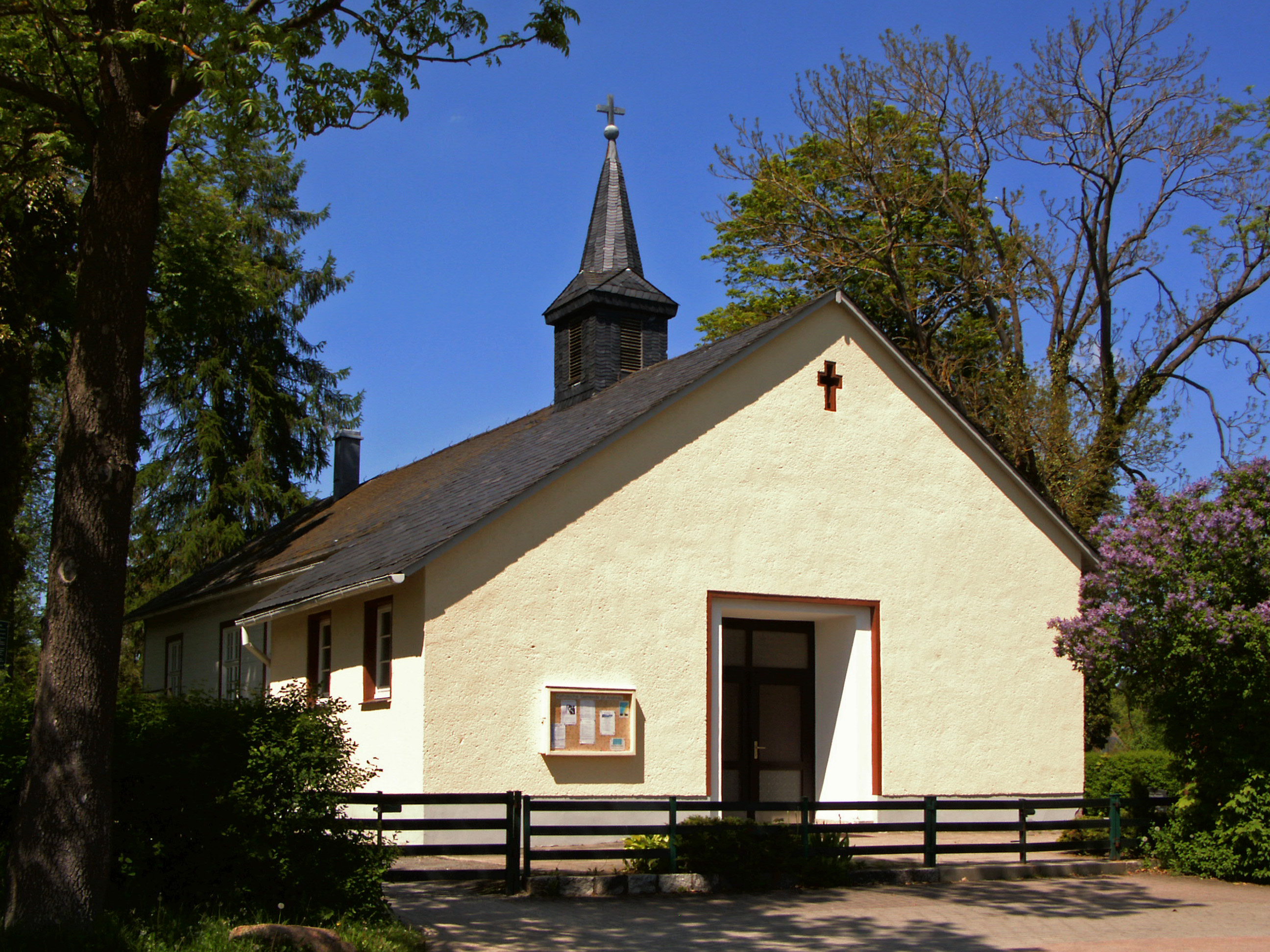
St.-Andreas-Kirche

1863 erbaute Conrad Wilhelm Hase die evangelisch-lutherische Stadtkirche St. Jakobi als neugotische Hallenkirche mit 3 Kirchenschiffen auf den Grundmauern der beim Stadtbrand von 1858 zerstörten Vorgängerkirche. Ihre Einweihung erfolgte am 25. Oktober 1863 in Anwesenheit des hannoverschen Königs Georg V. Die Hauptorgel von 1866 mit 23 Registern baute die Orgelbaufirma Sohnle 1950 um. Im Jahr 2016 hat man sie restauriert. Die kleine Orgel der Firma Jehmlich Orgelbau Dresden hat 7 Register. Heute gehört die Kirchengemeinde zum Kirchenkreis Halberstadt der Evangelischen Kirche in Mitteldeutschland.
Zum evangelischen Elbingeröder Gemeinschaftsverband (EGV) gehört in Elbingerode die Evangelisch-kirchliche Gemeinschaft Elbingerode. Der Elbingeröder Jugendverband Entschieden für Christus (EEC) steht für die Jugendarbeit des EGV.
Die katholische Kirche St. Andreas am Rand des Friedhofs entstand 1975 aus der Friedhofskapelle. Zuvor befand sich in einem Wohnhaus die Notkirche Herz Jesu. Zur Zeit der DDR gehörte die Kirche zum westdeutschen Bistum Hildesheim, war aber dem Apostolischen Administrator von Magdeburg unterstellt. Seit 2010 gehört die Kirche zur Pfarrei St. Bonifatius mit Sitz in Wernigerode, ihr Gemeindehaus befindet sich am Goetheplatz. 2023 wurde die Kirche profaniert und durch eine Kapelle im Gemeindehaus ersetzt.
Eine Neuapostolische Kirche bestand von 1922 bis 2017 in Elbingerode.

## Kultur
Seit 2013 findet in Elbingerode das Hexenwerk-Festival statt. Dabei wird vor allem House und Techno gespielt.

## Persönlichkeiten

### Söhne und Töchter des Ortes
- Heinrich Eckstorm (1557–1622), evangelischer Theologe und Lehrer
- Johannes Fortmann (1576–1654), evangelischer Theologe und gekrönter Poet
- Heinrich Georg Neuss (1654–1716), lutherischer Geistlicher und Kirchenlieddichter
- Adolf Wedemeyer (1793–1869), Jurist
- Robert Friedrich Rhien (1811–1891), Architekt und Lehrer
- Gustav Krahmer (1839–1905), General und Schriftsteller
- Minna Borée (1846–1890), Opernsängerin
- Albert Borée (1864–1910), Theaterschauspieler und -regisseur
- Paul Ernst (1866–1933), Schriftsteller und Journalist
- Erich Harbort (1879–1929), Geologe
- Wilhelm Ehrt (1925–2019), Skilangläufer
- Kurt Hinze (* 1934), Biathlet und Biathlontrainer
- Reinhard Stollreiter (* 1936), Chorleiter, Hochschullehrer, Präsident des Berliner Sängerbundes und Vizepräsident des Deutschen Chorverbandes
- Dorothea Iser (* 1946), Schriftstellerin
- Bernd Meier (* 1951), Technikdidaktiker
- Barbara Ehrt (* 1953), Schriftstellerin
- Gerti Töpfer (* 1953), Politikerin (CDU)
- Norbert Hahn (* 1954), Rennrodler, Olympiasieger 1976 und 1980
- Bernd Hahn (* 1954), Rennrodler
- Ulrich Hahn (* 1955), Rennrodler
- Rainer Ehrt (* 1960), Maler, Grafiker, Illustrator und Cartoonist
- Axel Krippschock (* 1962), Langstreckenläufer und Leichtathletiktrainer
- Petra Voge (* 1962), Skilangläuferin
- Uwe Lagatz (* 1962), Pädagoge und Historiker
- Matthias Heyder (* 1972), ehemaliger NPD-Politiker

### Personen, die mit dem Ort in Verbindung stehen
- Andreas Werckmeister (1645–1706), Musiker und Musiktheoretiker
- Christian Friedrich Wedemeyer (1747–1828), Amtmann und Maire
- Johann Heinrich Sternberg (1774–18709), Arzt und Professor der Medizin
- Friedrich Wilhelm Leopold Pfeil (1783–1859), Forstwissenschaftler, wirkte eine Zeit lang in Königshof (heute: Königshütte)
- Eduard Lunde († 1853), Amtmann
- Hans Bruns (1895–1971), evangelischer Theologe
- Michael Ermrich (* 1953), Kommunalpolitiker (CDU)